# 駒形克己

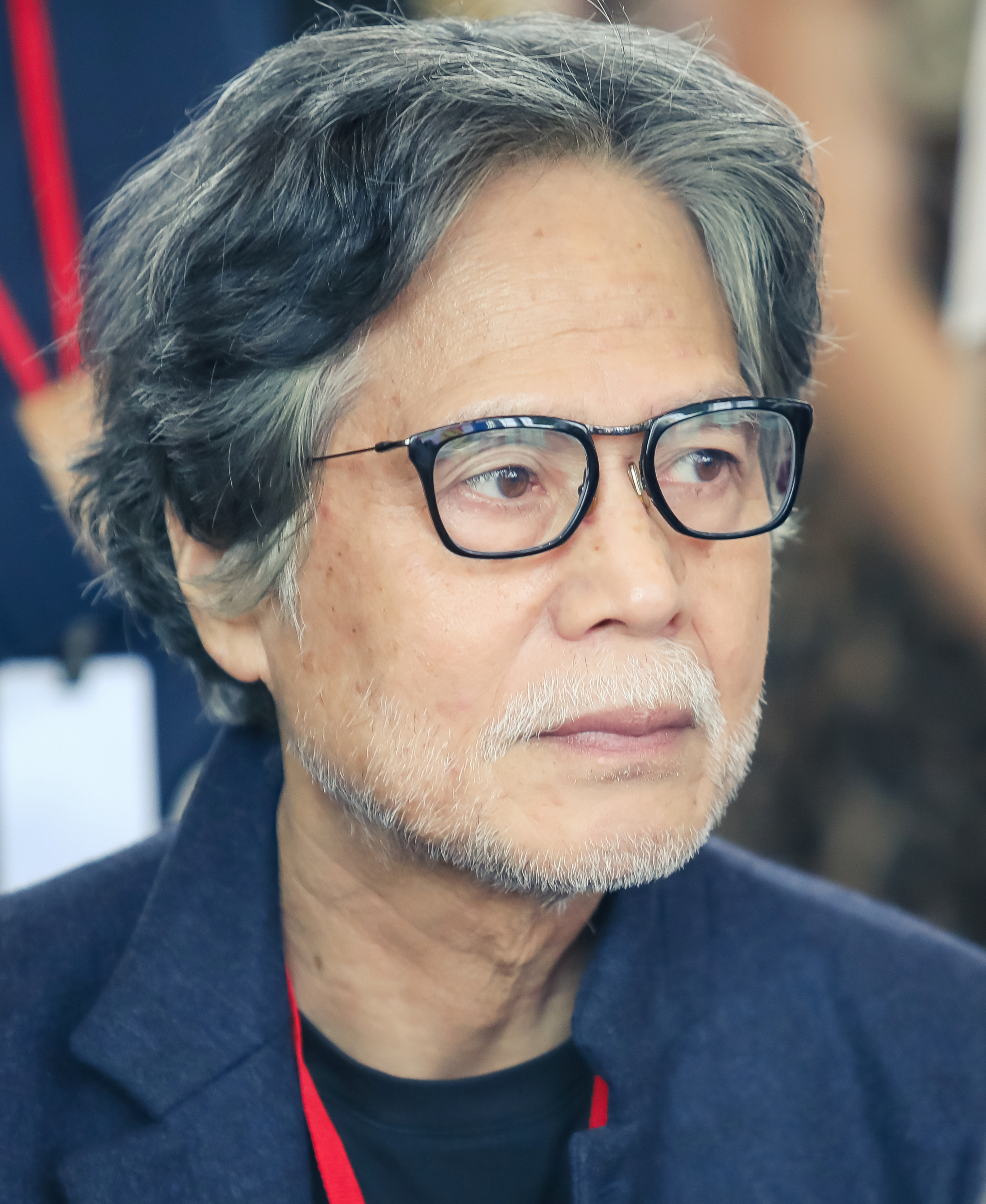
駒形克己（2019年）

駒形 克己（こまがた かつみ、1953年10月17日 - 2024年3月29日）は、日本の造本作家、デザイナー。

## 概要
静岡県生まれ。（株）日本デザインセンターを経て、1977年渡米。ニューヨークCBS本社やシェクター・グループ（Schechter Group)などでグラフィックデザイナーとして活躍後、1983年帰国。1986年に自身の事務所ONE STROKEを設立し、以降「LITTLE EYES」、「紙の絵本」シリーズなど多数の絵本を同社より出版。1994年にフランスのリヨンで開かれた展覧会がワークショップとあわせて、日本、フランス、イタリア、スイス、メキシコなど世界各地を巡回する。2001年視覚障害者に向けた本、「折ってひらいて」「LEAVES」を日仏で共同出版。2004年フランス、グルノーブル市が、その年に生まれた子どもに本を贈るプロジェクト「ブックスタート」で絵本を制作。
ニューヨークADC銀賞、パリ PRIZE FOR CREATIVITY、2000年・2010年イタリア・ボローニャRAGAZZI賞 優秀賞、2002年スイス国際児童図書賞（F.E.E.）特別賞、2006年GOOD DESIGN・ユニバーサルデザイン大賞（九州大学病院小児医療センター病棟の環境デザイン）、2007年GOOD DESIGN賞（つみ木 Block'n Block）他、受賞多数。
紙の素材をいかした創作絵本、知育玩具など、独自のモノづくりが世界的に評価を受けている。
2021年には岩手県一関市にアトリエを構え、東京との2拠点活動を始めた。
2024年3月29日、誤嚥性肺炎のため死去。70歳没。

## 作品
- SERIES LITTLE EYES

FIRST LOOK／MEET COLORS／PLAY WITH COLORS／ONE FOR MANY／1 TO 10／WHAT COLOR ?／THE ANIMALS／FRIENDS IN NATURE／WALK & LOOK／GO AROUND
- スパイラルブックシリーズ

土の中には／海のぼうけん／森に野原に
- ごぶごぶ ごぼごぼ
- 紙の絵本シリーズ

BLUE TO BLUE／GREEN TO GREEN／YELLOW TO RED／ほしが ねむる ところ／かぜが はこぶ おと
- 創作絵本シリーズ

かけら／PACU PACU／なみだ
- ぼく、うまれるよ！
- パタパタブック

空が青いと海も青い／SNAKE
- ミニブックシリーズ

SHAPE／MOTION／SCENE
- NORA
- HANA
- みつけた！
- とちゅうで…（ブルー／オレンジ／グリーン）
- はじめての科学（「色」／「形」）
- 9つの色
- 折ってひらいて
- LEAVES
- LUCKY BOOK

LITTLE by LITTLE／i
- Little tree
- NHKみんなのうた 「こっちを向いて」ビジュアルイメージ[3]